# Bubbi Morthens

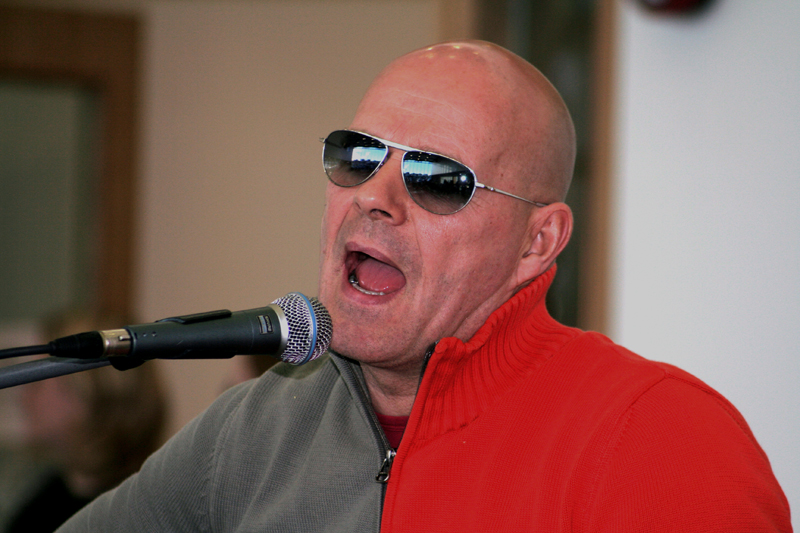
Bubbi Morthens 2006

Bubbi Morthens (* 6. Juni 1956 in Reykjavík) ist einer der bekanntesten Sänger und Liedermacher in Island.
Morthens' Geburtsname ist Ásbjörn Kristinsson Morthens, Bubbi ist die Koseform von Ásbjörn. Er singt meist isländisch und ist außerhalb Islands kaum bekannt. Bekannt wurde er als Mitglied in einigen Musikbands wie Utangarðsmenn, Das Kapital und Egó.
Schon sein Onkel Haukur Morthens (* 1924; † 1992) war zu seiner Zeit als isländischer Schlagersänger bekannt. Auf der Platte „Í skugga Morthens“ singt Bubbi seine Lieder und sogar posthum ein Duett mit ihm.

## Diskografie
1. 1980 - Utangarðsmenn - Geislavirkir
2. 1980 - Ísbjarnarblús
3. 1981 - Plágan
4. 1981 - Utangarðsmenn - 45 RPM
5. 1981 - Utangarðsmenn - Í upphafi skyldi endirinn skoða
6. 1982 - EGÓ - Breyttir tímar
7. 1982 - EGÓ - Í mynd
8. 1983 - Fingraför
9. 1984 - Das Kapital - Lili marlene
10. 1984 - Egó - Egó
11. 1984 - Línudans
12. 1984 - Ný spor
13. 1985 - Kona
14. 1986 - Blús fyrir Rikka
15. 1986 - Bubbi og MX-21 - Skapar fegurðin hamingjuna
16. 1987 - Dögun
17. 1987 - Frelsi til sölu
18. 1988 - Bubbi 56
19. 1988 - Bubbi og Megas - Bláir draumar
20. 1988 - Moon in the Gutter
21. 1988 - Serbian flower
22. 1989 - Nóttin langa
23. 1990 - Sögur af landi
24. 1991 - Bubbi + Rúnar - GCD
25. 1991 - GCD - Mýrdalssandur
26. 1991 - Ég er
27. 1992 - Von
28. 1993 - GCD - Svefnvana
29. 1993 - Lífið er ljúft
30. 1994 - Utangarðsmenn - Utangarðsmenn
31. 1994 - Þrír heimar
32. 1995 - GCD - Teika
33. 1995 - Í skugga Morthens
34. 1996 - Allar áttir
35. 1996 - Hvíta hliðin á svörtu
36. 1997 - Trúir þú á engla
37. 1998 - Arfur
38. 1999 - Mér líkar það
39. 1999 - Sögur 1980-1990
40. 2000 - Bellmann
41. 2000 - Sögur 1990-2000
42. 2000 - Utangarðsmenn - Fuglinn er Floginn
43. 2001 - EGÓ - Frá upphafi til Enda
44. 2001 - Nýbúinn
45. 2002 - Sól Að Morgni
46. 2003 - Kossa nótt
47. 2004 - Blindsker
48. 2004 - Nei nei nei - Tjáningarfrelsi
49. 2004 - Tvíburinn
50. 2005 - Kona (20 Ára Afmælisútgáfa)
51. 2005 - Utangarðsmenn - Geislavirkir (25 ára afmælisútgáfa)
52. 2005 - Ást
53. 2005 - Í 6 Skrefa Fjarlægð Frá Paradís
54. 2005 - Ísbjarnarblús (25 Ára Afmælisútgáfa)
55. 2006 - 06.06.06
56. 2006 - 56
57. 2006 - Bláir
58. 2006 - Dögun
59. 2006 - Fingraför
60. 2006 - Frelsi til sölu
61. 2006 - Lögin mín
62. 2006 - Nóttin Langa
63. 2006 - Ný Spor
64. 2006 - Plágan
65. 2006 - Sögur af landi
66. 2006 - Lögin mín
67. 2006 - Bubbi 06.06.06
68. 2007 - Góð verk 07
69. 2008 - Fjórir naglar
70. 2008 - Bubbi og Stórsveit Reykjavíkur
71. 2011 - Ég Trúi Á Þig
72. 2012 - Þorpið
73. 2013 - Stormurinn
74. 2013 - Æsku minnar jól
75. 2017 - Túngumál
76. 2019 - Regnbogastræti
77. 2021 - Sjálfsmynd
78. 2023 - Ljós og skuggar